# Ходіть! Ходіть! Вирушайте!
Ходіть! Ходіть! Вирушайте! (англ. Going! Going! Gone!) — американська короткометражна кінокомедія режисера Гілберта Претта 1919 року.

## Сюжет
Гарольд і його друг погодилися допомогти підштовхнути застряглу машину. Але вони не знали, що ця машина - викрадена.

## У ролях
- Гарольд Ллойд
- Снуб Поллард
- Бібі Данієлс
- Вільям Блейсделл
- Семмі Брукс
- Гаррі Барнс
- Біллі Фей
- Вільям Гіллеспі
- Воллес Хоу
- Ді Лемптон